# Birgit Kipfer
Birgit Kipfer (* 20. Juli 1943 in Sankt Andreasberg) ist eine deutsche Politikerin (SPD). Sie war Mitglied im baden-württembergischen Landtag von 1988 bis 2009.

## Leben und Beruf
Nach dem Abitur in Bremen im Jahr 1962 studierte Birgit Kipfer bis 1966 Musikwissenschaft, Germanistik und Anglistik. Von 1986 bis 1988 war sie Referentin für Organisation bei der SPD Baden-Württemberg und von 1989 bis 1999 stellvertretende Vorsitzende der Verbraucherberatung Baden-Württemberg. Seit 1999 ist sie Landesvorsitzende der Pro Familia in Baden-Württemberg.
Kipfer ist verheiratet und hat drei Kinder.

## Politik
Kipfer trat im Jahr 1972 in die SPD ein. Sie war Ortsvereinsvorsitzende in Ehningen und später in Gärtringen. 1976 gründete sie die Arbeitsgemeinschaft sozialdemokratischer Frauen 1979 wurde sie in den Kreistag des Landkreises Böblingen gewählt, dem sie bis 1994 angehörte. Von 1980 bis 1988 war sie Mitglied des Gemeinderates in Gärtringen. 1988 wurde sie in den Landtag von Baden-Württemberg gewählt. Sie vertrat dort den Wahlkreis 6 (Leonberg) und war bis zu ihrem Ausscheiden aus dem Landtag am 31. Dezember 2009 medien- und verbraucherpolitische Sprecherin der SPD-Landtagsfraktion. Von 1992 bis 2001 war sie auch stellvertretende Fraktionsvorsitzende. Ihr Nachfolger für ihr Mandat im Landtagswahlkreis Leonberg wurde der Jurist Tobias Brenner.

## Ehrenamtliches Engagement
Birgit Kipfer war Elternbeiratsvorsitzende an einem Herrenberger Gymnasium. Sie arbeitete von 1980 bis 1985 als Jugendschöffin beim Landgericht. Von 1989 bis 1999 war sie Vorstandsmitglied der Verbraucherzentrale Baden-Württemberg. Von 1989 bis 2011 war sie vom Landtag gewähltes Mitglied des Rundfunkrates im Südwestrundfunk. 12 Jahre lang von 1999 bis 2011 war sie Landesvorsitzende von Pro Familia. Kipfer war Sprecherin des Vereins Gegen Vergessen – Für Demokratie e. V. der Sektion Böblingen/Herrenberg/Tübingen. Sie ist Mitglied im Vorstand von Gegen Vergessen – Für Demokratie und Sprecherin der Arbeitsgemeinschaften des Vereins in Baden-Württemberg. Sie amtiert seit 2012 als Vorsitzende der Stiftung „Lernort Demokratie – Das DDR-Museum Pforzheim“. Sie ist Vorsitzende des Vereins der Freunde und Förderer des SWR Vokalensembles.

## Beratertätigkeit
Sie ist Mitglied des Beirats der KZ-Gedenkstätte Hailfingen-Tailfingen e. V. und des Wissenschaftlichen Beirates des Hauses der Geschichte Baden-Württemberg.

## Ehrungen
Birgit Kipfer erhielt 2015 für ihr „außerordentliches hohes kulturelles und soziales Engagement“ das Bundesverdienstkreuz am Bande.